# Giải bóng đá Hạng Ba Quốc gia 2005
Giải bóng đá hạng Ba toàn quốc 2005 là mùa giải đầu tiên của giải bóng đá hạng cao thứ 4 trong hệ thống vô địch giải bóng đá Việt Nam (sau V-League, Hạng nhất và Hạng nhì) do Liên đoàn bóng đá Việt Nam tổ chức hàng năm. Giải bóng đá hạng Ba toàn Quốc năm 2005 chính thức khởi tranh giải đấu bắt đầu từ 29/9/2005 đến 16/10/2005, với sự tham dự của 16 đội bóng gồm Sara Thành Vinh, Quân khu II, Vĩnh Phúc, Thừa Thiên Huế, Yên Bái, Thanh Thái, Thành Nghĩa-Dung Quất-Quảng Ngãi, Gia Lai, Kom Tum, Phú Yên, Dafuco Hải Phòng, Cà Mau, Quân khu 9, KS Khải Hoàn, Trẻ GĐT.LA và Trẻ Bình Thuận.

## Thể lệ
- Đối tượng tham dự và chia bảng:

Gồm 16 đội tham dự, Bqn tổ chức giải chia thành 3 bảng theo khu vực địa lý như sau:
- - Bảng A: Bảng trưởng Nghệ An, gồm 6 đội: Sara Nghệ An, Quân khu 2, Vĩnh Phúc, Quảng Bình, Yên Bái, Thanh Thái.
  - Bảng B: Bảng trưởng Quảng Ngãi, gồm 5 đội: Quảng Ngãi, Kon Tum, Phú Yên, Bình Định, Đà Nẵng.
  - Bảng C: Bảng trưởng Cà Mau gồm 5 đội: Cà Mau, Quân khu 9, TT. Thành Long, Đồng Nai, Bình Thuận.
- Phương thức thi đấu:
  - Các đội bóng thi đấu theo thể thức vòng tròn 1 lượt, tính điểm xếp hạng ở mỗi bảng.
  - 4 đội bóng sẽ được thi đấu ở giải bóng đá Hạng nhì năm 2006:
  - 3 đội xếp thứ nhất ở mỗi bảng
  - 1 đội xếp thứ nhì có số điểm và các chỉ số phụ cao nhất ở ba bảng. (trường hợp số lượng các đội bóng ở ba bảng không bằng nhau thì Ban tổ chức giải sẽ có thông báo về phương thức để lựa chọn 2 đội còn lại được thăng hạng mùa bóng 2006).
- Cách tính điểm, xếp hạng:
  - Đội thắng: 3 điểm
  - Đội hoà: 1 điểm
  - Đội thua: 0 điểm
  - Tính tổng số điểm của các đội đạt được để xếp thứ hạng trong từng bảng.
  - Nếu có từ hai đội trở lên bằng điểm nhau, trước hết tính kết quả của các trận đấu giữa các đội đó với nhau theo thứ tự:
    - Tổng số điểm
    - Hiệu số của số bàn thắng trừ bàn thua
    - Tổng số bàn thắng

Đội nào có chỉ số cao hơn sẽ xếp trên, nếu vẫn bằng nhau sẽ tổ chức bốc thăm.
- Quy định trận đấu:
  - Mỗi trận đấu gồm 2 hiệp, mỗi hiệp 45 phút, giữa 2 hiệp nghỉ 15 phút.
  - Mỗi đội bóng được quyền đăng ký tối đa 7 cầu thủ dự bị và được phép thay thế tối đa 3 cầu thủ trong mỗi trận đấu.
- Giải thưởng:

Đội xếp thứ nhất của mỗi bảng: Cờ, giải thưởng và 10.000.000 đ/đội.

## Lịch thi đấu và kết quả
Bảng A
|  | v |  |
|  | - |  |
|  |   |  |

|  | v |  |
|  | - |  |
|  |   |  |

|  | v |  |
|  | - |  |
|  |   |  |

|  | v |  |
|  | - |  |
|  |   |  |

|  | v |  |
|  | - |  |
|  |   |  |

|  | v |  |
|  | - |  |
|  |   |  |

|  | v |  |
|  | - |  |
|  |   |  |

|  | v |  |
|  | - |  |
|  |   |  |

Bảng B
|  | v |  |
|  | - |  |
|  |   |  |

|  | v |  |
|  | - |  |
|  |   |  |

|  | v |  |
|  | - |  |
|  |   |  |

|  | v |  |
|  | - |  |
|  |   |  |

|  | v |  |
|  | - |  |
|  |   |  |

Bảng C
|  | v |  |
|  | - |  |
|  |   |  |

|  | v |  |
|  | - |  |
|  |   |  |

|  | v |  |
|  | - |  |
|  |   |  |

|  | v |  |
|  | - |  |
|  |   |  |

|  | v |  |
|  | - |  |
|  |   |  |

## Bảng xếp hạng
Bảng A
| STT | Câu lạc bộ      | Tr | T | H | B | Bt | Bb | Hs  | Điểm |
| --- | --------------- | -- | - | - | - | -- | -- | --- | ---- |
| 1   | Sara Thành Vinh | 5  | 4 | 1 | 0 | 15 | 2  | +13 | 13   |
| 2   | Quân khu 2      | 5  | 4 | 1 | 0 | 12 | 6  | +6  | 13   |
| 3   | Huế B           | 5  | 2 | 1 | 2 | 10 | 12 | -2  | 7    |
| 4   | Thanh Thái      | 5  | 1 | 2 | 1 | 5  | 11 | -6  | 5    |
| 5   | Yên Bái         | 5  | 0 | 2 | 3 | 3  | 12 | -9  | 2    |
| 6   | Vĩnh Phúc       | 5  | 0 | 1 | 4 | 2  | 15 | -13 | 1    |

Bảng B
| STT | Câu lạc bộ                           | Tr | T | H | B | Bt | Bb | Hs  | Điểm |
| --- | ------------------------------------ | -- | - | - | - | -- | -- | --- | ---- |
| 1   | Thành Nghĩa - Dung Quất - Quảng Ngãi | 4  | 4 | 0 | 0 | 15 | 3  | +13 | 12   |
| 2   | Kon Tum                              | 4  | 3 | 0 | 1 | 12 | 6  | +6  | 6    |
| 3   | Phú Yên                              | 4  | 1 | 2 | 1 | 10 | 8  | +2  | 5    |
| 4   | Dafuco Hải Phòng B                   | 4  | 1 | 2 | 1 | 5  | 11 | -6  | 4    |
| 5   | Hoàng Anh Gia Lai B                  | 4  | 0 | 1 | 3 | 3  | 15 | -12 | 1    |

Bảng C
| STT | Câu lạc bộ              | Tr | T | H | B | Bt | Bb | Hs  | Điểm |
| --- | ----------------------- | -- | - | - | - | -- | -- | --- | ---- |
| 1   | Cà Mau                  | 4  | 3 | 1 | 1 | 15 | 3  | +13 | 10   |
| 2   | Quân khu 9              | 4  | 2 | 1 | 1 | 12 | 4  | +8  | 7    |
| 3   | Gạch Đồng Tâm Long An B | 4  | 1 | 2 | 1 | 10 | 8  | +2  | 5    |
| 4   | Khách sạn Khải Hoàn     | 4  | 1 | 2 | 1 | 5  | 11 | -6  | 4    |
| 5   | Bình Thuận B            | 4  | 0 | 1 | 3 | 3  | 15 | -12 | 1    |

## Tổng kết mùa giải
Bốn đội giành quyền lên chơi tại giải hạng Nhì mùa giải 2006
- Sara Thành Vinh (Đội đứng đầu bảng A).
- Thành Nghĩa- Dung Quất-Quảng Ngãi (Đội đứng đầu bảng B).
- Cà Mau (Đội đứng đầu bảng C).
- Quân khu 2 (Đội xếp thứ nhì vòng bảng có thành tích tốt nhất).